# Patty Loveless
Patty Loveless, född Patricia Lee Ramey den 4 januari 1957 i Pikeville i Kentucky, är en amerikansk countrysångerska.

## Karriär
Patty Loveless slog igenom i slutet av 1980-talet. Hennes radiovänliga countrymusik och inte minst hennes ballader vann henne många fans och flera utmärkelser, bland annat Årets kvinnliga sångerska från Country Music Association och Academy of Country Music.
Albumet Strong Heart från år 2000 var mer pop än country och försäljningssuccén uteblev. Året därpå gjorde hon en oväntad helomvändning med albumet Mountain Soul, som var utpräglat bluegrass. De flesta av hennes skivor har producerats av maken Emory Gordy Jr. Hon var tidigare gift med Terry Lovelace. Hon valde dock "Loveless" som artistnamn för att inte förväxlas med porrstjärnan Linda Lovelace.

## Diskografi
Studioalbum
- Patty Loveless (1986)
- If My Heart Had Windows (1988)
- Honky Tonk Angel (1988)
- On Down the Line (1990)
- Up Against My Heart (1991)
- Only What I Feel (1993)
- When Fallen Angels Fly (1994)
- The Trouble With the Truth (1996)
- Long Stretch of Lonesome (1997)
- Strong Heart (2000)
- Mountain Soul (2001)
- Bluegrass and White Snow: A Mountain Christmas (2002)
- On Your Way Home (2003)
- Dreamin' My Dreams (2005)
- Sleepless Nights (2008)
- Mountain Soul II (2009)

Samlingsalbum
- Greatest Hits (1993)
- Patty Loveless Sings Songs of Love (1996)
- Classics (1999)
- 20th Century Masters - The Millennium Collection: The Best of Patty Loveless (2000)
- The Definitive Collection (2005)
- The Patty Loveless Collection (2006)
- 16 Biggest Hits (2007)
- Super Hits (2008)

Singlar (topp 10 på Billboard Hot Country Songs)
- 1988 – "If My Heart Had Windows" (#10)
- 1988 – "A Little Bit in Love" (#2)
- 1988 – "Blue Side of Town" (#4)
- 1989 – "Don't Toss Us Away" (#5)
- 1989 – "Timber, I'm Falling in Love" (#1)
- 1989 – "The Lonely Side of Love" (#6)
- 1990 – "Chains" (#1)
- 1990 – "On Down the Line" (#5)
- 1991 – "I'm That Kind of Girl" (#5)
- 1991 – "Hurt Me Bad (In a Real Good Way)" (#3)
- 1993 – "Blame It on Your Heart" (#1)
- 1993 – "You Will" (#6)
- 1994 – "How Can I Help You Say Goodbye" (#3)
- 1994 – "I Try to Think About Elvis" (#3)
- 1994 – "Here I Am" (#4)
- 1995 – "You Don't Even Know Who I Am" (#5)
- 1995 – "Halfway Down" (#6)
- 1995 – "You Can Feel Bad" (#1)
- 1996 – "Lonely Too Long" (#1)
- 1996 – "She Drew a Broken Heart" (#4)

## Utmärkelser
Academy of Country Music
- 1996 Top Female Vocalist
- 1997 Top Female Vocalist

American Music Awards
- 1989 Favorite New Country Artist

Country Music Association
- 1995 Album of the Year – "When Fallen Angels Fly"
- 1996 Female Vocalist of the Year
- 1998 Vocal Event of the Year (med George Jones – You Don't Seem to Miss Me)

Grand Ole Opry
- Invald 1988

Georgia Music Hall of Fame
- Invald 2005[1]

Grammy Awards
- 1998 Best Country Collaboration with Vocals - Same Old Train
- 2011 Best Bluegrass Album – Mountain Soul II

Kentucky Music Hall of Fame
- Invald 2011[2]